# Ischyropalpus nitidulus
Ischyropalpus nitidulus är en skalbaggsart som först beskrevs av Leconte 1852.  Ischyropalpus nitidulus ingår i släktet Ischyropalpus och familjen kvickbaggar. Inga underarter finns listade i Catalogue of Life.